# Osiedle XXX-lecia (Wodzisław Śląski)
Osiedle XXX-lecia – osiedle mieszkaniowe w Wodzisławiu Śląskim wybudowane w latach siedemdziesiątych XX w. przez Spółdzielnie Mieszkaniową ROW w Wodzisławiu Śląskim. Do 2017 r. nosiło nazwę XXX-lecia PRL.

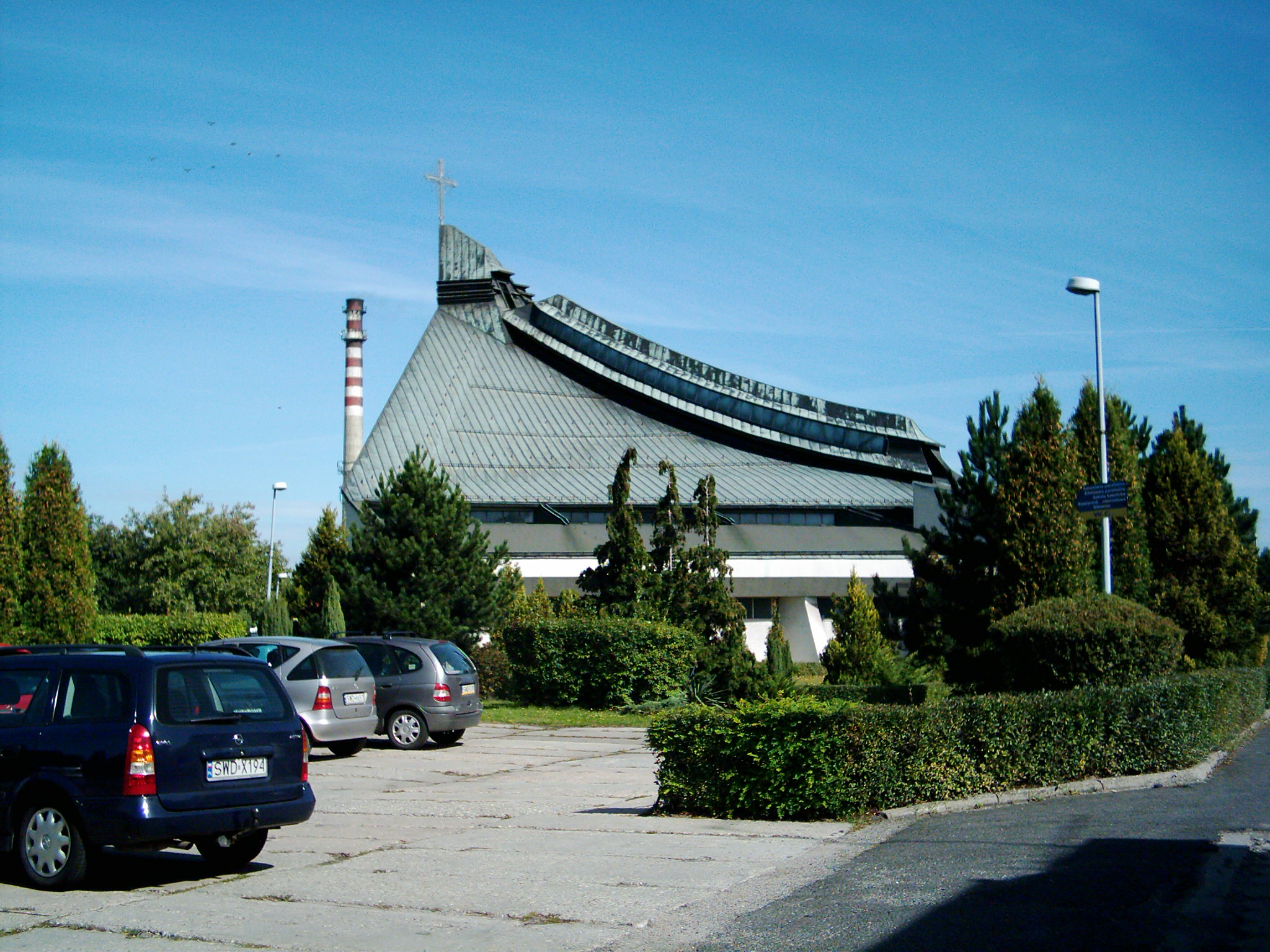
Parafia św. Herberta w Wodzisławiu Śląskim na ul. Radlińskiej

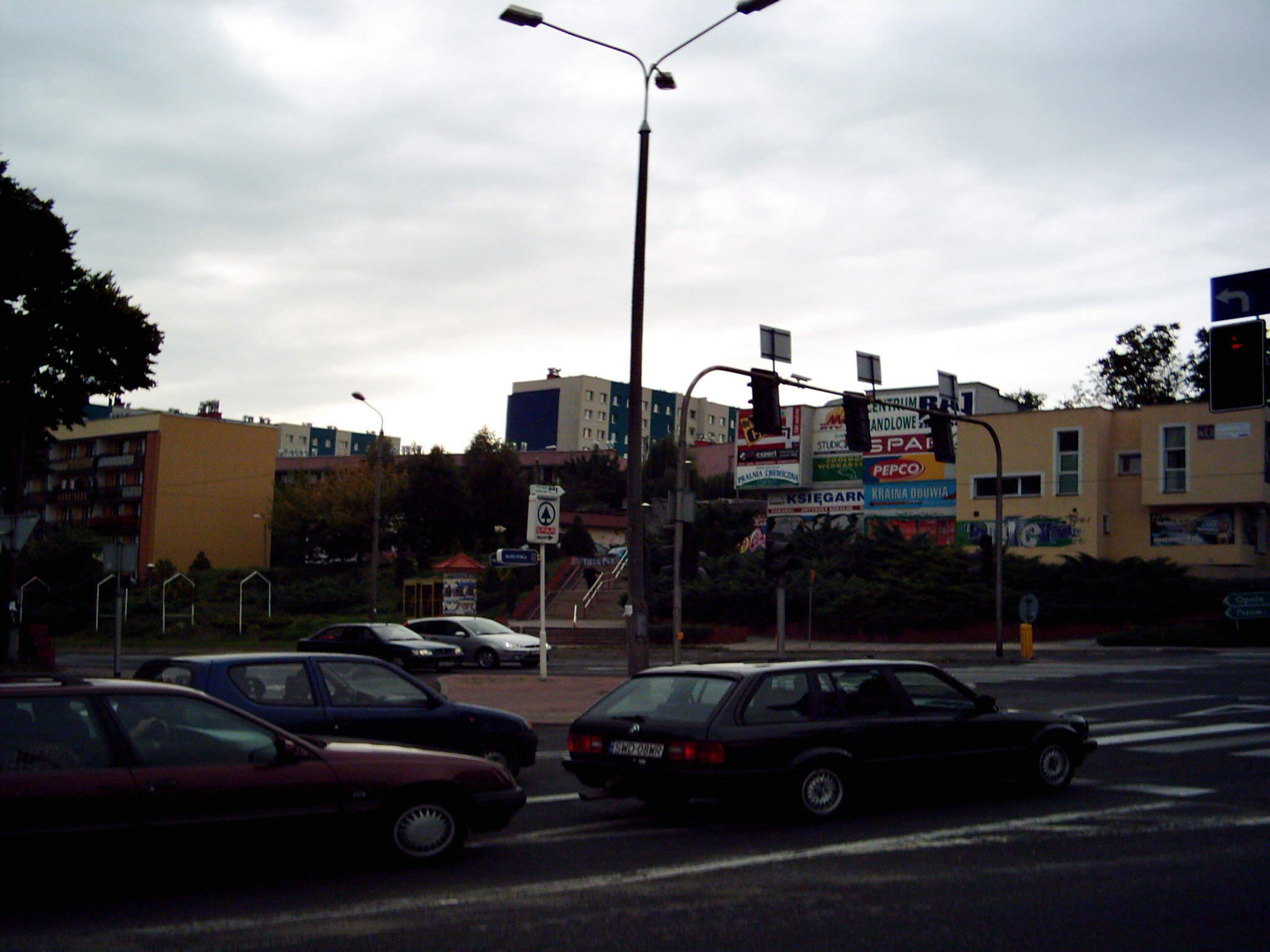
Osiedle XXX-lecia

Na terenie osiedla znajdują się dwa przedszkola miejskie nr 18 oraz nr 19, oraz Szkoła Podstawowa nr 10. Ma tutaj również siedzibę filia nr 13 Miejskiej i Powiatowej Biblioteki Publicznej. Ośrodek Zdrowia. Znajduje się tu także pasaż handlowy. W skład osiedla wchodzą ulice Os. XXX-lecia, częściowo Radlińska oraz część Matuszczyka. Osiedle administracyjnie leży w dzielnicy Trzy Wzgórza.
W pobliżu osiedla znajduje się park rozrywki Trzy Wzgórza.